# Лакути, Борис Тимофеевич

Мемориальная доска на доме № 54 по улице Ленина, Владикавказ

Борис Тимофеевич Лакути, настоящее имя — Батарбек Татарканович Лагкуев (1 декабря 1912 года, село Магометанское, Терская область — 1985 год, Орджоникидзе, Северо-Осетинская АССР) — хозяйственный деятель, организатор производства электрооборудования и машиностроения во Владикавказе, Северная Осетия. Директор завода «Красный Октябрь» в городе Киржач Владимирской области (1942—1947), Орджоникидзевского завода автотракторного электрооборудования (ОЗАТЭ) (1950—1957, 1959—1961) и п/я № 17 (завод «Янтарь»).

## Биография
Родился в 1912 году в многодетной крестьянской семье в селе Магометанское (сегодня — Чикола). В 1925 году после окончания местной начальной школы обучался ФЗУ при заводе «Кавцинк» (позднее — Электроцинк). После окончания учёбы обучался на рабфаке в Ростове-на-Дону, потом — на рабфаке Ленинградского горного института. Затем с 1930 года обучался в Московское высшее техническое училище имени Баумана, которое окончил c отличием в 1935 году. С апреля 1935 года трудился технологом на одном из заводов тяжёлого машиностроения в Москве.
С 1939 года — начальник цеха завода «КИМ» (АЗЛК). С 1942 года — главный инженер, директор завода «Красный Октябрь» в городе Киржач Владимирской области. С 1947 года состоял в комиссии Совета Министров СССР по организации электрооборудования для автомобилей и тракторов на Северном Кавказе. По его предложению было решено построить завод во Владикавказе. Эта же комиссия рекомендовала его ответственным за строительство завода. С 1950 года — директор ОЗАТЭ.
С 1957 года — заместитель председателя Совнархоза Северо-Осетинской АССР. Занимался развитием производства в республике. Под его руководством в Северной Осетии были основаны заводы «Янтарь», «Гран», «Топаз», «Газоразрядный», «Кристалл», «Машиностроительный», «Электроконтактор», «Приборостроительный», «Электроламповый», «Газоаппарат», Бесланский щебеночно-шпальный, Орджоникидзевский железобетонных конструкций, мебельное объединение «Казбек». С 1959 года — вновь директор ОЗАТЭ.
С 1961 года — директор строящегося предприятия электронной промышленности п/я № 17 (будущий завод «Янтарь»). В 1968 году Постановлением Совета Министров РСФСР назначен без отрыва от занимаемой должности директора п/я № 17 членом Совета по координации работы совнархозов Северо-Кавказского экономического округа, в последующем — начальником Управления радиоэлектронной промышленности Северо-Кавказского экономического округа. При его участии во Владикавказе были построены заводы «Гран» и «Разряд», в Алагире было построено предприятие по производству проволочных резисторов (Алагирский завод сопротивлений), были построены заводы «Кристалл», «Магнит», «Беном», основано НИИЭМ с опытным заводом. В последующем возвратился на должность директора завода «Янтарь».
С 1958 года проживал в доме № 54 по улице Ленина во Владикавказе. Умер в 1985 году.
Сочинения
- Записки директора завода (посмертное издание), 2003

Награды
- Орден Ленина
- Орден Октябрьской Революции
- Орден «Знак Почёта» — дважды
- Орден Трудового Красного Знамени — дважды

## Память
- Его именем названы улицы во Владикавказе на юго западе города,

и в городе Алагир.
- На доме № 54 на улице Ленина установлена мемориальная доска. Автор: скульптор Владимир Соскиев. Установлена в мае 2003 года[3].